# 1754 у літературі

## Народились
- 15 січня — Жак П'єр Бріссо, іяч Французької революції.
- 20 березня — Шишков Олександр Семенович, російський письменник, військовий і державний діяч. Державний секретар та міністр народної освіти.
- 7 травня — Жозеф Жубер, французький письменник.
- 18 червня — Анна Марія Леннґрен, шведська поетеса.
- 11 липня — Томас Баудлер, шотландський лікар, найбільш відомий як упорядник «сімейного» видання Шекспіра, в якому були пропущені всі непристойні з точки зору англійців XIX століття місця.
- 1 серпня — Сильвестр (Лебединський), український філософ та богослов, духовний письменник, єпископ Малоросійський, ректор Тамбовської духовної семінарії у Мокшанії та Казанської духовної семінарії у Татарстані.
- 2 жовтня — Луї де Бональд, французький філософ, представник консерватизму.
- 11 листопада — Йоахім Готліб Швабе, німецько-балтійський пастор і письменник.

## Померли
- 28 січня — Людвіг Гольберг, данський та норвезький діяч епохи Просвітництва, філософ, історик, письменник, основоположник новітніх літератур — данської і норвезької, засновник національного данського театру.
- 9 квітня — Христіан Вольф, німецький вчений-енциклопедист, філософ, юрист та математик.
- 19 травня — Сильвестр (Ляскоронський), український церковний діяч, ректор Києво-Могилянської академії, архімандрит Братського монастиря, драматург.
- 25 вересня — Станіслав Вінцентій Яблоновський, князь Священної Римської імперії, державний діяч Речі Посполитої (сенатор), військовик, поет, меценат.
- 8 жовтня — Генрі Філдінг, англійський письменник.
- 28 жовтня — Фрідріх фон Гаґедорн, німецький ліричний поет і байкар раннього німецького Просвітництва.